# Partido Liberal (España, 1976)
El Partido Liberal (PL) fue un partido político español de centro y liberal fundado por Enrique Larroque en 1976.

## Historia
El Partido Liberal fue fundado inicialmente como "agrupación liberal" el 9 de enero de 1976 y posteriormente como partido político el 9 de abril del mismo año. Desde el 18 de enero de 1977 formó parte de la coalición electoral de Centro Democrático, oficializado mediante un acto realizado el 27 de enero, pero el 7 de mayo se retiró de dicha alianza. Posteriormente, en 1978, entregó su apoyo a la Unión de Centro Democrático (UCD) aunque no se integró a ella, lo cual fue reiterado durante el II Congreso del PL, realizado en Madrid el 3 y 4 de junio de 1978.
En mayo de 1978 Enrique Larroque renunció a la presidencia del partido, siendo reemplazado de forma interina por José Luis García de Mora desde el 1 de junio.
Bajo el liderazgo de Enrique Larroque y Bernardo Rabassa siguió existiendo como un partido minoritario. El 17 de enero de 1983, el PL —en aquel entonces liderado por Alejandro Arraez— se federó con Alianza Popular (AP), ampliando así la coalición que ya se había presentado a las elecciones de 1982 con AP junto el Partido Demócrata Popular (PDP) y el partido Unión Liberal (UL), liderado por Pedro Schwartz. El 22 de diciembre de 1984, los dos partidos liberales se fusionaron, tomando el nombre de Partido Liberal (PL). En 1985 se unió al partido José Antonio Segurado, presidente de la patronal madrileña, que introdujo en el partido a diversas personalidades; el 29 y 30 de junio de 1985 se realizó un nuevo congreso en el que José Antonio Segurado fue elegido presidente de la formación y José Miguel Bravo de Laguna, secretario general.
Posteriormente, el PL junto a AP y PDP formaron parte de la Coalición Popular para las elecciones generales de 1986. De los resultados de la coalición, 12 diputados y 7 senadores correspondieron al Partido Liberal.
Más tarde, en 1987 el PL abandonó Coalición Popular, presentándose en solitario a las elecciones locales de 1987 en algunos ayuntamientos y en las elecciones autonómicas de Castilla y León (0,16% de votos); en Navarra se presentó en coalición con el PDP formando la Unión Demócrata Foral, y en Galicia se presentó junto a Coalición Galega y PDP en la Coalición Progresista Galega. En su congreso realizado el 7 y 8 de noviembre de ese año José Antonio Segurado fue reelegido como presidente, y Antonio Jiménez Blanco como secretario general. Este último al año siguiente abandonó la formación para incorporarse al CDS.
En un congreso extraordinario celebrado el 15 de marzo de 1989, el PL decidió integrarse en el Partido Popular siendo presidente Manuela Martínez Gutiérrez, aunque parte de sus líderes se pasaron al CDS.
Esperanza Aguirre fue militante del Partido Liberal en su día.

## Resultados electorales

### Congreso de los Diputados / Senado
| Elección | Congreso de los Diputados | Congreso de los Diputados | Congreso de los Diputados | Congreso de los Diputados | Senado  | Senado | Líder            |
| Elección | Votos                     | ±pp                       | Escaños                   | +/−                       | Escaños | +/−    | Líder            |
| -------- | ------------------------- | ------------------------- | ------------------------- | ------------------------- | ------- | ------ | ---------------- |
| 1986     | — 1                       | Nuevo                     | 12/350                    | 12                        | 8/208   | 8      | Enrique Larroque |

1 Dentro de Coalición Popular.

### Elecciones municipales
| Concejos municipales | Concejos municipales | Concejos municipales | Concejos municipales | Concejos municipales | Concejos municipales | Concejos municipales |
| Elección             | Votos                | %                    | ±pp                  | Escaños              | +/−                  | Líder                |
| -------------------- | -------------------- | -------------------- | -------------------- | -------------------- | -------------------- | -------------------- |
| 1987                 | 12 582               | 0,1%                 | Nuevo                | 58/65 577            | 58                   | Enrique Larroque     |